# Иван Гацов
Иван Бонев Гацов е професор по археология, университетски преподавател и изследовател. Специалист по праистория. Член-кореспондент на Германския археологически институт и на Обществото на американските археолози (Society for American Archaeology).

## Биография
Иван Гацов е роден на 17 юли 1948 г., в гр. София. През 1968 – 1972 г учи в Софийския университет като специализира профил археология. През 1973 – 1978 е бил докторант по праистория в Археологическия Институт на Ягелонския Университет, Краков, Полша. През 1978 защитава докторска дисертация на тема: “Археологическите култури от късния плейстоцен и ранния холоцен в Западно черноморския район и тяхното значение за формирането на неолитните култури" в същия университет. От 1978 до 2011 г работи в Археологическия институт с музей при БАН (днес НАИМ—БАН), където е неформален член на “Групата за палеолитни изследвания в България”. През 1991 г е избран за ст.н.с. II степен. В периода 1999 – 2000 г. е бил ръководител на секция „Праистория“ при НАИМ-БАН. През 2003 – 2006 г. е член на Постоянната комисия по хуманитарни науки към Национална агенция за оценяване и акредитация към Министерски съвет (НАОА). През 2000 е избран за професор в НБУ, София и за ръководител на департамент „Археология“. През 2006 получава титлата доктор на историческите науките с труда си “Prehistorical chipped stone assemblages from Eastern Thrace and South Marmara region –VII -VI mill. B.C.”. От 2012 е член на съвета на департамент „Археология“, НБУ. Завежда отдел Археология към Националния исторически музей гр. София.
Иван Гацов е сред първите български учени, които поставят акцент върху ролята на каменните артефакти в културите на късната праистория. Неговите международни проучвания върху кремъчните ансамбли от знакови за праисторията обекти от териториите на България, Гърция, Турция и Румъния са основополагащи за изследването на процесите на неолитизация на Балканите и Близкия Изток, и изготвянето на модели представящи системите на снабдяване и обмен на каменни суровини. Най-големите му научни приноси са изследванията на мезолита и процесите на неолитизация на Балканите, разглеждани през призмата на кремъчните артефакти.
Той е първият български археолог, който работи в редица международни изследователски екипи изследващи значими археологически обекти, като проучванията на Германския археологически институт в Троя в Турция, праисторическото селище „Пиетреле“ в Румъния и о. Самотраки в Гърция. Той е сред признатите български учени от много водещи археологически институции в Европа, а изследванията му са оценявани като приносни в общоевропейски мащаб.
Автор е на осем монографии, над сто научни статии и студии, публикувани в реномирани международни издания, на четири учебника по археология и множество електронни учебни помагала.
Изнасял е лекции и представял научни презентации в редица чуждестранни университети и научни институти в: Германия (Берлин, Тюбинген, Blaubeurn, Еслинген, Хале, Саарбрюкен, Бохум), Великобритания (Лондон, Дъръм, Единбург, Нюкасъл), Франция (Бордо), Белгия (Лиеж), Австрия (Виена), Италия (Форли), Унгария (Будапеща), Полша (Краков и Варшава), Румъния (Пиетра Неант, Тимишоара, Букурещ), Грузия (Тбилиси), Украйна (Миколаевск), Турция (Истанбул), Гърция (Атина, Солун, Коринт), Хърватска (Загреб), Република Северна Македония (Скопие), САЩ (Пуерто Рико, Остин, Сент Луис, Мемфис, Ню Йорк, Филаделфия, Хонолулу, Сан Франсиско).

## Участие в археологически проучвания
- 1973 – 1978 г. Българо-полски археологически разкопки на пещерата Бачо Киро, Дряновско – средно и късно палеолитно пещерно находище в Северна България.[4]
- 1981 – 1982 член на екипа изследващ археологическите материали от къснонеолитното селище Усоето, Варненко.[5][6]
- 1984 – 1993 г. Участва в Българо-полско-френски археологически разкопки на пещерата Темната дупка – средно и късно палеолитно пещерно находище в Северна България.[7][8]
- 1986 – 1989 г. Член на екипа провеждащ археологически разкопки на Българската академия на науките във Виетнам.
- 1994 – 2012 г. Член на екипа в турско-германските изследвания на Европейска Турция.
- 1995 – 2012 г. Член на екипа на Немския археологически институт, провеждащ археологическите разкопки на Троя, Р Турция.[9]
- 2001 – 2012 г. Член на екипа, проучващ археологически обект „Истмия“, Коринт, Р Гърция.
- 2002 – 2012 г. Член на изследователския екип за обработка на артефакти от праисторическо селище Микро-Вуни, о-в Самотраки, Гърция.
- 2004 – 2012 г. Член на екипа на Немския археологически институт провеждащ теренни археологически проучвания на праисторическото селище „Пиетреле“, Р Румъния.[10]
- 2004 – 2012 г. Член на екипа на Истанбулския университет, провеждащ археологически разкопки на праисторическото селище Kulluoba, СЗ Анатолия, Р Турция.
- 2005 – 2012 г. Член на германо-грузинска експедиция, провеждаща археологическите разкопки на праисторическото селище „Арухло І“, Р Грузия.
- 2006 – 2012 г. Член на екипа на Холандския институт в Истанбул, провеждащ археологическите разкопки на праисторическото селище „Barcin“, гр. Бурса, Р Турция.
- 2009 – 2012 г. Член на изследователския екип, обработващ каменни колекции от праисторически обекти от района на Чанаккале, разкопки на Университета в Чанаккале, Р Турция.

## Участие в международни проекти
- „Aşağı Pınar Project“[11][12] – проект на Истанбулски Университет, Република Турция и Германски Археологически Институт, Департамент за евроазиатски изследвания – Берлин за проучване на Източна Тракия – 7 – 5 хил. ВС.
- „Barcın Höyük Excavations Project„[13] проект на Холандски Исторически Институт в Истанбул и Koç University – за изследване процесите на неолитизация в района на Мраморно море, Република Турция.
- “Pietrele Project”, Румъния[14]: Проект на Deutsches Archäologisches Institut (DAI), Берлин, Германия. Изследване периода на енеолита в ареала на Долния Дунав – 6 – 5 хил. пр. Хр.